# Araneus puebla
Araneus puebla är en spindelart som beskrevs av Levi 1991. Araneus puebla ingår i släktet Araneus och familjen hjulspindlar. Inga underarter finns listade i Catalogue of Life.